# 政治犯
政治犯（せいじはん、英: political prisoner）とは、国の政治的秩序を侵害する罪を指し、広くは政治的動機によって犯される罪を含む。内乱罪のように政治的色彩を有するものだけに限らず、殺人罪などでも国政を紊乱する目的であれば政治犯となる。また、ある政権が、対立する政治指導者・宗教指導者・思想家・人権団体職員・ジャーナリスト・デモ参加者などをなんらかの理由で逮捕・拘束した場合に、その政権に批判的な外国政府や新聞社などはそれを体制維持のための不当な拘束だという意味で「政治犯」と呼ぶ。

## 概要
明治維新直後には大村益次郎や広沢真臣などの新政府高官を狙った襲撃事件や、奇兵隊脱隊騒動などの反乱や暴動といった反国家的な動機を持つ国事犯事件が頻発した。それに応じて二卿事件のような反政府グループの摘発も相次いだ。同時期の国事犯事件を整理した社会学者の綿貫哲雄は「国事犯」という言葉について「国事犯なる言葉は、法律的といふよりも寧ろ社会学的なる者であり、通例国家の基本組織の変更を企図せる犯行を意味するのであるが、なほ之に関連せる暴動暗殺の如きをも包含せしめて、極めて包括的なるものと解することができる」と述べている。
イスラム教が国教となっている地域では、同性愛者など教義に反する者も含まれることがある。また、内戦など政治体制が混乱あるいは瓦解に瀕した場合には、強盗・略奪・強姦などの粗暴犯も政治犯と見なされる場合がある 。虚偽の申告で有罪にされる例も多い。なお、良心的兵役拒否が合法化されていない国家（韓国、トルコ、イスラエルなど）では、兵役を拒否して刑務所に収監されている者も政治犯の一種と見なされる。特に、思想や信条・宗教的理由などを理由に拘束されている者についてはアムネスティ・インターナショナルなどにより「良心の囚人」とも呼ばれる。
ナチス政権下のドイツでは、ユダヤ人を中心に収容した強制収容所にも、政治犯のための強制収容所があった。泥炭地での長期の強制労働などにより多数の犠牲者が出ている。また、北朝鮮においては、「政治犯は3代に至るまで根絶やしにしろという金正日の指示によって、人間以下の生活を強要され、生体実験や南侵工作員の最後の実践訓練の対象などにされている」と脱北者が証言している。
政治犯を処刑する場合は、政治的に意味のある日に行われることもある。例えば、リヒャルト・ゾルゲはロシア革命記念日の11月7日に死刑に処された。また、極東国際軍事裁判（東京裁判）で死刑判決を受けたA級戦犯7人は、当時の皇太子（明仁上皇）の誕生日である12月23日に処刑された（のちに昭和殉難者と呼ばれるようになる）。
一方で、政治犯はその時々の政体により定義されるものであるため、政治状況の変化によって、政治犯だった人間が一転して国政の中心に座するケースも少なくない。アドルフ・ヒトラー自身もかつてはクーデターに失敗して投獄されており、近年では韓国の金大中元大統領や南アフリカ共和国のネルソン・マンデラ元大統領、ミャンマーのアウンサンスーチー元国家顧問の例がある。独裁政権や軍事政権において政治犯とされている人権活動家や民主化活動家に対しては、国際社会から釈放を求められたり、アムネスティ・インターナショナルによる“良心の囚人”認定、亡命や活動の支援、ノーベル平和賞などの授賞が行われる事がある。
俗に政治犯は一般の囚人と一緒にすると周囲を洗脳するので、特別待遇がなされ服役生活の環境は良好であるとも言われるが、あくまで俗説であり実際の状況は定かではない。
中華人民共和国では少数民族の人権活動家はハダのように分裂主義者、スパイなどとして拘留するとともに、漢民族の民主活動家は劉暁波のように国家政権転覆扇動罪などで拘留されることとなっている。
近年では、良心的納税拒否活動家も政治犯に含まれるとみなされる。
日本の刑法では、内乱罪と外患罪が政治犯に分類される。戦後に治安維持法は廃止されたが、破壊活動防止法が制定されたことから、破壊活動防止法に違反する罪は政治犯となる。戦前には特別高等警察などによる取り締まりが行われてきたが、敗戦に伴うポツダム宣言受諾により、特高警察は廃止された。戦後、それに代わる形で警備公安警察が新設され、警察法2条1項の「公共の安全と秩序の維持」を法的根拠として警察実務における「警備犯罪」（ここにいう政治犯を含む）を対象に幅広く情報収集活動を展開するとともに、共産主義運動、労働運動その他各種の社会運動に伴う不法事案の予防や鎮圧に当たっている。